# Планерная улица (Санкт-Петербург)
Пла́нерная у́лица — улица в Приморском районе Санкт-Петербурга. Проходит от Приморского шоссе и улицы Савушкина до реки Каменки.

## Название

### История
Улица наименована 4 апреля 1988 года, как указано в решении, «в честь первого безмоторного летательного аппарата — планёра» в ряду улиц этого района, названия которых посвящены теме отечественной авиации.
В 1999 году над Сестрорецкой железной дорогой был построен Планерный путепровод.

### Ударение
Существует топонимическая проблема с формой названия — Планерная или Планёрная. На момент присвоения основным нормативным вариантом считалось ударение планёр, поэтому улица должна быть Планёрная. Однако сейчас нормативный вариант — пла́нер, а потому название произносят как Пла́нерная, такая же норма зафиксирована в реестре названий объектов городской среды Санкт-Петербурга.

## Застройка
- № 1 — трансформаторная подстанция (1992[3]).
- № 7 — торговый центр (2003[3]).
- № 15 — промышленный объект.
- № 18, корпус 2, — нежилое здание АО «ЗСД» (2013[3]).
- № 19, корпус 1, — жилой дом.
- № 21, корпус 1, — жилой дом.
- № 21, корпус 2, — жилой дом.
- № 21, корпус 3, — жилой дом.
- № 23, корпус 1, — жилой дом.
- № 23, корпус 2, — жилой дом.
- № 24 — КАС 38 «Свобода»
- № 25, корпус 1, — торговый центр.
- № 25, корпус 2, — жилой дом.
- № 27, корпус 1, — жилой дом.
- № 41/2 — жилой дом.
- № 43, корпус 1, — жилой дом.
- № 43, корпус 2, — детский сад.

<…>
- № 69, корпус 3, — детский сад(2023[4]).

<…>
- № 87, корпус 1, — жилой дом (2022[5]).
- № 89 — жилой дом (2020[6]).
- № 91, корпус 1, — жилой дом (2021[7]).
- № 91, корпус 2, — жилой дом (2022[8]).
- № 93 — жилой дом (2021[9]).
- № 95, корпус 1, — жилой дом (2022[10]).
- № 95, корпус 2, — детский сад (2024[11])
- № 97, корпус 1, — жилой дом (2022[8]).
- № 97, корпус 2, — жилой дом (2023[12]).
- № 97, корпус 3, — детский сад (2024[13])
- № 99 — жилой дом (2024 — частично[14], 2025 — полностью[15])

## Примыкания и пересечения
- Приморский проспект
- Приморское шоссе
- улица Савушкина
- Школьная улица (под путепроводом)
- Сестрорецкая железная дорога (под путепроводом)
- Мебельная улица (под путепроводом)
- улица Оптиков
- Ситцевая улица
- Богатырский проспект
- Камышовая улица
- улица Ильюшина
- Долгоозёрная улица
- улица Шаврова
- Шуваловский проспект
- Глухарская улица
- Плесецкая улица
- Арцеуловская аллея